# ذراع ربيع (حالمين)

تعديل مصدري - تعديل

ذراع ربيع هي إحدى قرى عزلة حبيل الريدة بمديرية حالمين التابعة لمحافظة لحج، بلغ تعداد سكانها 20 نسمة حسب تعداد اليمن لعام 2004.